# Boyaval
Boyaval ist eine französische Gemeinde mit 138 Einwohnern (Stand 1. Januar 2022) im Département Pas-de-Calais in der Region Hauts-de-France. Sie gehört zum Arrondissement Arras, zum Kanton Saint-Pol-sur-Ternoise und zum Kommunalverband Ternois. Dessen Einwohner werden Boyavalois genannt.

## Lage
Die Gemeinde Boyaval liegt im Artois, 26 Kilometer westsüdwestlich von Béthune. Nachbargemeinden von Boyaval sind Fiefs im Norden, Sains-lès-Pernes im Osten, Hestrus im Südosten, Eps im Südwesten sowie Heuchin im Westen.

## Bevölkerungsentwicklung
| Jahr                       | 1962 | 1968 | 1975 | 1982 | 1990 | 1999 | 2006 | 2013 | 2022 |
| -------------------------- | ---- | ---- | ---- | ---- | ---- | ---- | ---- | ---- | ---- |
| Einwohner                  | 158  | 152  | 135  | 124  | 110  | 118  | 129  | 132  | 138  |
| Quellen: Cassini und INSEE |      |      |      |      |      |      |      |      |      |

## Sehenswürdigkeiten

Kirche Saint-André

- Kirche Saint-André
- Schloss Boyaval